# Канат

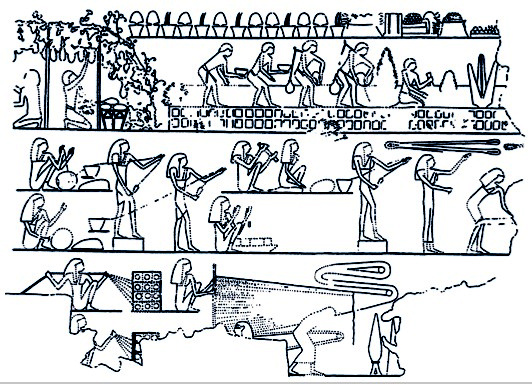
Давньоєгипетське зображення жінок, які займаються механічним виготовленням мотузок, перше графічне свідчення цього ремесла, показано у двох нижніх рядах ілюстрації

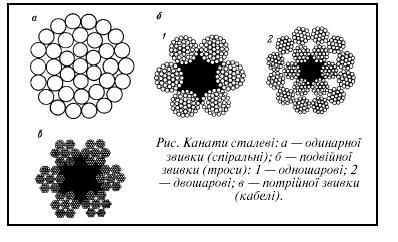
Канат сталевий

Кана́т, трос (також мотузка, кодо́ла, ли́нва) — гнучкий виріб з дроту чи органічних волокон. Канати можуть бути крученими чи плетеними.
У розмовній мові слово канат вживається щодо виробів з органічних чи синтетичних м'яко-еластичних волокон великого діаметру, а трос — щодо виробів з дротів (метал).

## Назва
Канатом називають дуже міцний грубий мотузок із волокна або дроту, синонімами вважаються слова кодола і линва (у Словарі Грінченка кодола — просто «канат», линва — «товстий канат»). Линву для порома в деяких місцевостях зовуть галівнико́м. Линву, на якій тягнули уздовж берега судно (переважно бурлаки), також могли називати бичова́.

## Історія

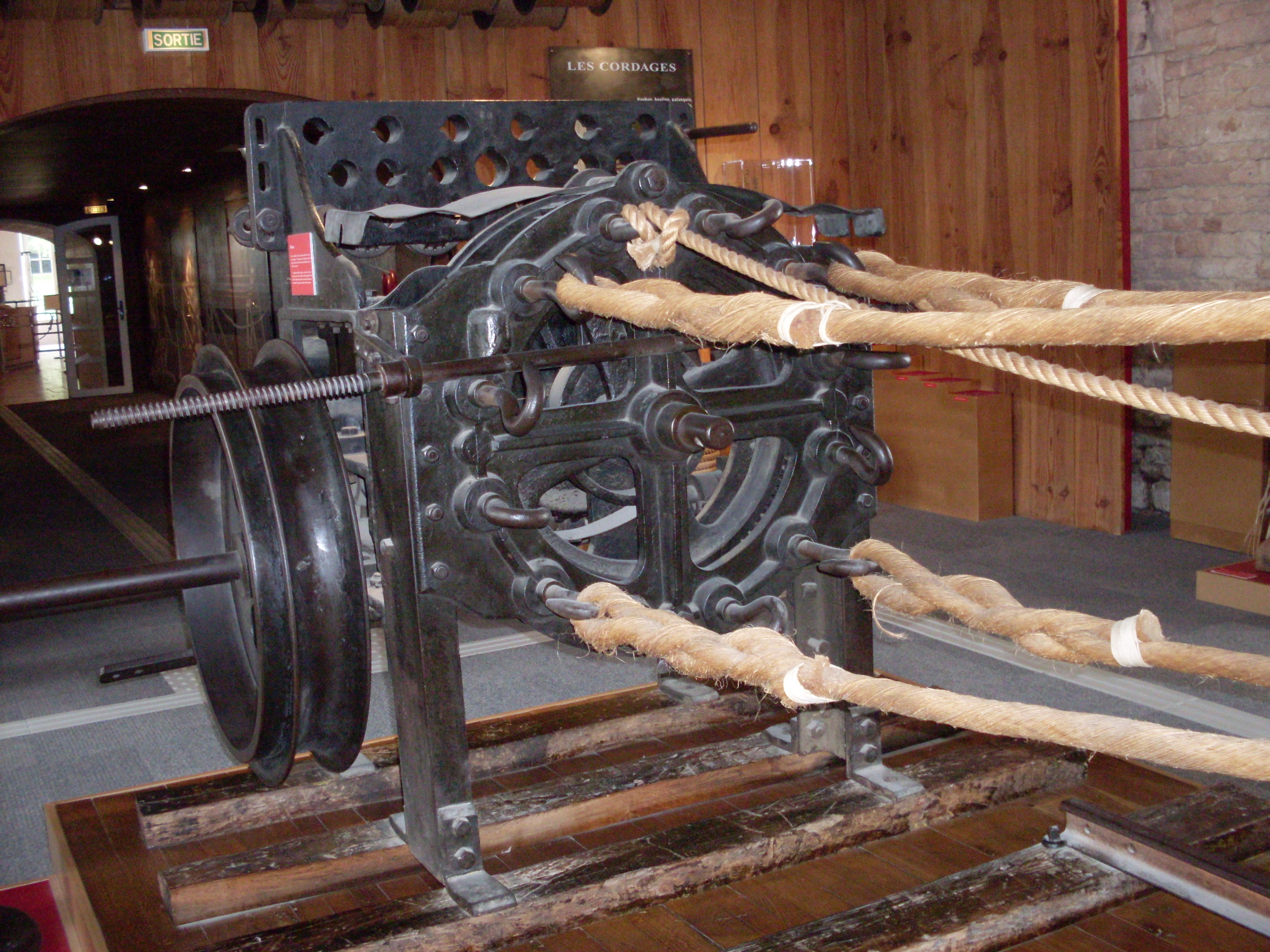
Верстат для канатів

Мотузкове виробництво відоме з найдавніших часів у всіх народів. Для мезоліту вже характерні мотузки та рибальські сіті з вербового лубу. Невідомо, чи вже були достатньо товсті та міцні мотузки для транспортування каменів і зведення мегалітичних споруд (менгірів, дольменів). Мотузка з липового лубу діаметром близько 4 см, що датується близько 1500 року до нашої ери, була виявлена в гальштатській соляній копальні. Перші зображення майстерень канатників походять із Стародавнього Єгипту.
Значне зростанням мореплавства в Добу великих географічних відкриттів потребувало великої кількості канатів, що призвело до вибухового зростання їх виробництва і появи професії канатника.
Фабричне виробництво існувало здавна в приморських містах, кустарне ж було поширене в землеробських місцевостях і маючи велике значення для народного господарства, займало селянські сім'ї у вільний від польових робіт час.
Ремісники-мотузарі, кодільники й мотузні мануфактури («крутелі») використовували механічні пристрої для звивання. Найпростіший верстат для звивання канатів (переносний) складався з махового колеса, поставленого вертикально, що приводилося в рух корбою і з'єднаного пасовою передачею з другим колесом меншого діаметру, до центру якого був прикріплений залізний гачок. На гачок начіпляється пасмо прядива чи кілька ниток, які при обертанні маховика скручуються в мотузку чи канат. Складніші верстати мають кілька гачків на колесі.

Канат

## Мотузка
Мотузка, мотузок, розм. вірьовка — тонкий і гнучкий трос. Виробляється з різних матеріалів (прядива, лубу, вовни, шовку, синтетичних волокон), призначається для зв'язування або прив'язування кого-, чого-небудь.
- Вервечка — мотузка для підвішування колиски
- Волока — шнурок для зав'язування постолів
- Мотуз — груба мотузка
- Поворозка — тонка мотузка, тасьма для зав'язування одягу
- Очкур — шнурок для стягування штанів, шароварів
- Шворка — тонкий мотузок, мотузочок, а також мотузок взагалі[15]
- Шнур — тонкий мотузок, сплетений з кручених ниток чи пасом прядива
- Шпагат — тонка мотузка для упаковування, зв'язування, зшивання

## Сталеві канати
Сталеві канати (троси) — основна частина вантажопідіймальних, транспортних, землерийних машин і механізмів, машин для будівництва доріг.
Сталеві канати розрізняються за формою поперечного перерізу і механічними характеристиками дроту, осердь.
Сталеві канати — одні з найбільш поширених металовиробів і застосовуються в усіх
галузях промисловості: нафтогазовидобувній, гірничорудній, вугільній, у машинобудуванні, морському, річковому, сухопутному транспорті та ін.

## Гірничі канати
Канати з рослинних волокон почали застосовувати в гірничій справі задовго до н. е., металеві — з кінця 18 ст.

### Загальний опис
Використовується на шахтних підіймальних установках для з'єднання підйомної посудини з барабаном або ведучим шківом тертя підіймальної машини та для відкатки вагонеток по гірничих виробках за допомогою лебідок та ін. Основний матеріал для виготовлення канатів, що використовуються в гірн. справі, — сталь, рідше капрон та інші синтетичні матеріали; з конопель і волокон алое іноді виготовляють осердя сталевих канатів. Дріт канатів, призначених для роботи в агресивних середовищах, покривають цинком. Розрізняють такі види канатів: кручені, некручені, плетені. За напрямом навивки виділяють канати правої та лівої, хрестової, паралельної, комбінованої навивок. Звивають дріт навколо осердя за одну операцію або в декілька шарів послідовно. Для захисту елементів канату від корозії використовують спеціальне фрикційне та інші мастила (плоскі канати покривають гумою). Для цієї ж мети, а також підвищення зносостійкості сталевих канатів застосовують покриття з поліамідних смол. Термін служби канатів шахтних підйомів 1,5—3 роки.

### Конструкція
Основний матеріал для виготовлення канатів, що використовуються в гірн. справі, — сталь, рідше капрон й інші синтетичні
матеріали; з коноплі й волокон алое іноді виготовляють осердя сталевих канатів. Дріт канатів, призначених для роботи в агресивних середовищах, покривають цинком. Звивають дріт навколо осердя за одну операцію, або в декілька шарів послідовно.
У першому випадку отримують
канат простого (одинарного) звивання. Використовуючи їх як пасмо, виготовляють канат подвійного звивання. У свою чергу
канати подвійного звивання можуть служити пасмами
(стренгами) для виготовлення канату потрійного (тросового)
звивання — тросів. Пасма канатів (тросів) мають круглу, а також
фасонні форми — трикутну, овальну і плоску.

## Морські троси
У морській справі троси — загальне найменування канатно-мотузкових виробів, використовуваних на суднах (кораблях). Залежно від матеріалу троси бувають: сталеві, рослинні — з волокон трав і рослин (прядив'яні, манільські, сизальські, кокосові та інші), комбіновані (зі сталевих дротів і рослинних волокон), а також з штучних волокон (капронові, нейлонові, перлонові). На військових кораблях троси використовуються для нерухомого і рухомого такелажу, для буксирних кранців і швартовів, у навантажувальних пристроях, у мінно-траловій справі, для кріплення предметів на кораблі, такелажних робіт та іншого.
За діаметром («морська класифікація»):[джерело?]
- Трос до 25 мм (до 1 дюйма) називають «лінь»
- Трос 25—101.6 мм (1-4 дюймів) (спеціальних назв не має)
- Трос 101.6—152.4 мм  (4-6 дюймів) називають «перліні»
- Трос 152.4—330.2 мм (6-13 дюймів) називають «кабельтові»
- Трос понад 330.2 мм (від 13 дюймів) називають «канат»